# Пальмильяс (муниципалитет)
Пальмильяс (исп. Palmillas) — муниципалитет в Мексике, штат Тамаулипас с административным центром в одноимённом посёлке. Численность населения, по данным переписи 2010 года, составила 1795 человек.

## Общие сведения
Название муниципалитета происходит от palmilla — в испанском языке так называется произрастающий здесь вид папоротника Lophosoria quadripinnata семейства диксониевые.
Площадь муниципалитета равна 480 км², что составляет 0,6 % от общей площади штата, а наивысшая точка — 2174 метра, расположена в поселении Эль-Техокоте.
Пальмильяс граничит с другими муниципалитетами штата Тамаулипас: на севере с Микиуаной, на востоке с Хаумаве, на юге с Тулой, и на западе с Бустаманте.

## Учреждение и состав
Муниципалитет был образован в 1825 году, в его состав входит 20 населённых пунктов, самые крупные из которых:
| Код INEGI | Населённый пункт                                                            | Численность населения (2005 год) | Численность населения (2010 год) |
| --------- | --------------------------------------------------------------------------- | -------------------------------- | -------------------------------- |
| 031       | Всего                                                                       | 1603                             | 1795                             |
| 0001      | Пальмильяс (исп. Palmillas) 23°18′08″ с. ш. 99°32′54″ з. д.                 | 951                              | 1092                             |
| 0008      | Эль-Льяно-де-Асуас (исп. El Llano de Azuas) 23°10′07″ с. ш. 99°33′33″ з. д. | 200                              | 208                              |
| 0022      | Сейс-де-Абриль (исп. Seis de Abril) 23°12′59″ с. ш. 99°33′07″ з. д.         | 122                              | 138                              |
| 0021      | Сан-Висенте (исп. San Vicente) 23°08′07″ с. ш. 99°33′29″ з. д.              | 114                              | 114                              |
| 0010      | Эль-Наранхо (исп. El Naranjo)) 23°08′06″ с. ш. 99°32′25″ з. д.              | 75                               | 89                               |

## Экономика
По статистическим данным 2000 года, работоспособное население занято по секторам экономики в следующих пропорциях: сельское хозяйство, скотоводство и рыбная ловля — 61,6 %, промышленность и строительство — 18,7 %, сфера обслуживания и туризма — 19,2 %, прочее — 0,5 %.

## Инфраструктура
По статистическим данным 2010 года, инфраструктура развита следующим образом:

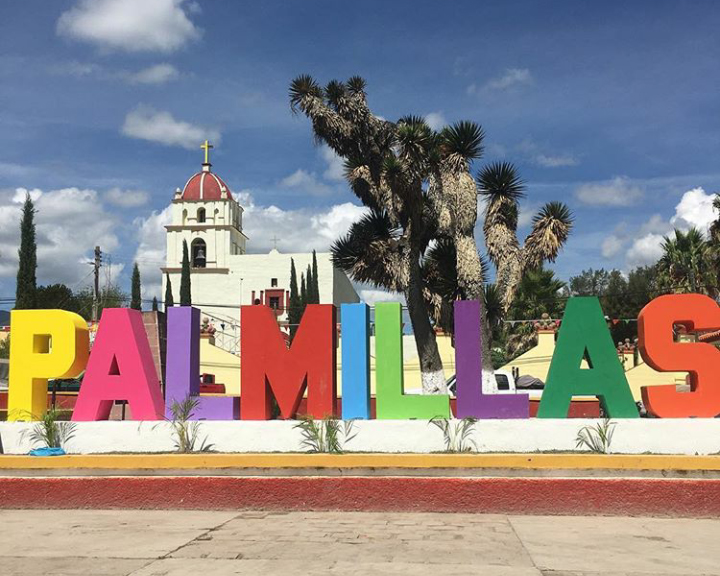
Стелла и церковь в Пальмильясе

- электрификация: 91,5 %;
- водоснабжение: 91,7 %;
- водоотведение: 40,1 %.